# 해왕성 트로이군

2007년 3월 기준으로 6개의 해왕성 트로이족이 확인되었다. 이들은 해왕성과 같은 공전 주기를 지니고 있으며, 해왕성 공전궤도의 60도 앞 L4라그랑주점 근처 영역에 걸쳐서 존재한다. 이들 여섯의 이름은 2001 QR322, 2004 UP10, 2005 TN53, 2005 TO74, 2006 RJ103, 2007 RW10이다. 이 중에서 2005 TN53은 해왕성의 공전면에서 25도 이상 기울어진 위치를 공전하고 있는데, 여기서 트로이 소행성들이 '두꺼운 구름' 형태로 우주 공간에 포진되어 있으리라는 추측이 나오고 있다. 지름 100킬로미터 이상 해왕성 트로이족의 숫자는 목성 트로이족의 10배는 될 것으로 보고 있다.
만약 가까운 미래에 라그랑주점 L5 부근에서 해왕성 트로이족들이 추가로 발견된다면, 명왕성을 탐사하기 위해 발사된 뉴 허라이즌스가 2014년 경 이 근처를 통과하면서 연구 자료를 수집할 수 있을 것이다.

## 같이 보기
- 니스 모형